# Ricardo Costa (cineasta)
Ricardo Costa (Peniche, 25 de enero de 1940-8 de julio de 2021) fue un cineasta y productor cinematográfico portugués, autor de textos y ensayos sobre cine y lenguaje. La mayor parte de las obras que realizó fueron en el área del documental, asociado a un estilo de ficción, usando las técnicas del cine directo. Su primer largometraje se tituló Avieiros, obra que se inserta, como documental, en la línea del Novo Cinema.

## Biografía
Estudió en la Facultad de Letras de la Universidad de Lisboa hasta 1967, donde defendió su tesis de licenciatura sobre los romances de Franz Kafka (Franz Kafka, Uma Escrita Invertida - 1969). Dio clases de enseñanza secundaria y se dedicó a editar textos sociológicos y de obras de vanguarda, de literatura, de teatro y de cine (Mondar Editores).
Con la Revolución de los Claveles el 25 de abril de 1974, se inició como realizador y productor. Formó parte de la cooperativa Grupo Zero, con João César Monteiro, Jorge Silva Melo, Alberto Seixas Santos, Margarida Gil, Solveig Nordlund y Acácio de Almeida. Después se dedicó a trabajar también como productor independiente con Diafilme, donde desarrolló muchas de sus películas y algunas de otros realizadores. Organizó proyecciones y ciclos de películas en París, en la Filmoteca Francesa y en el Musée de l'Homme. Filmada en el umbral del documental y de la ficción, Brumas es su última película.
De algún modo, movidos por la idea que explica la máxima del sociólogo y antropólogo francés, Marcel Mauss (Hay más poesía en un grano de realidad de la que hay en el cerebro de los poetas), algunos cineastas portugueses, en particular en los surgidos con ocasión de la revolucíón del 25 de abril, recorrieron su país de punta la punta, cámara mano.
Con apoyos oficiales o en coproducciones con la RTP (Radio Televisión Portuguesa), unos apostaron por el cine militante. Películas hechas con bajos presupuestos, pero en total libertad. El «cine de intervención», género en que casi toda esa producción se encaja, reinaría durante algunos años y dejaría obras importantes, y aún notables, muchas de ellas sin embargo olvidadas.
Tenaz en su independencia, más empeñado en la expresión de la verdad que en la verosimilitud, Ricardo Costa se identificaba más con esa simple idea del que con el propósito de cambiar el mundo, cultivó un estilo en que el mundo real se transfigura en expresión poética, en retrato, en punto de interrogación sobre un tiempo que escapa al tiempo, sin ceñirse al lugar en que, filmada, esa realidad se manifiesta. La puesta en escena, la vertiente de ficción, ha sido en su obra una tentación permanente.
En esta perspectiva, siguió la tradición, iniciada en el cine portugués por Manoel de Oliveira y por António Campos, de la práctica de la antropología visual: Oliveirra con Douro, Faina Fluvial, 1931, después con el Acto da Primavera, 1983, y Campos con la Almadraba Atuneira, 1961. Siguen la misma tradición António Reyes, João César Monteiro (en la ficción) y Pedro Costa, este en un registro urbano.

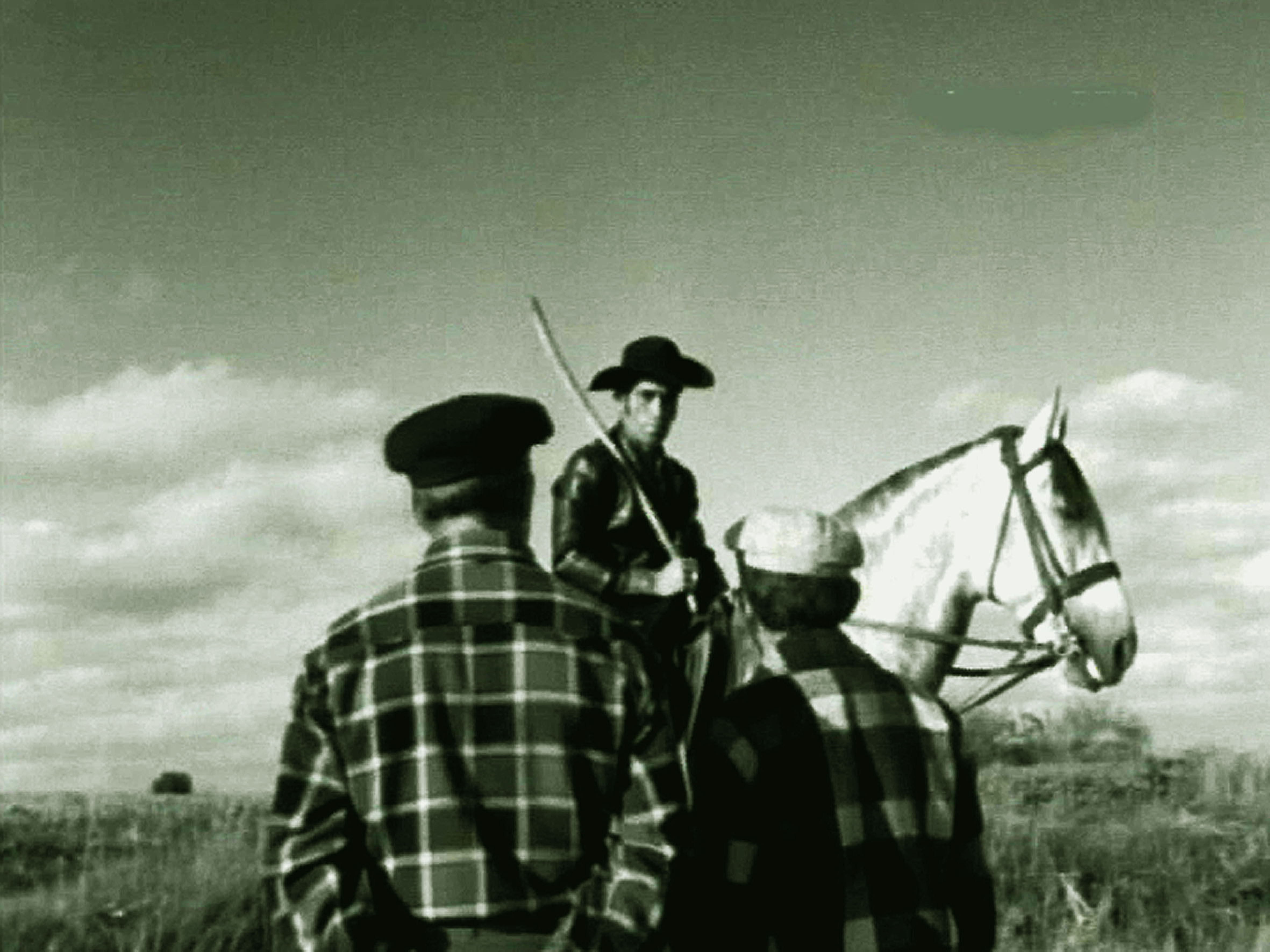
Manuel Pardal (derecha) y un amigo confrontan al capataz

Falleció el 8 de julio de 2021, según lo reveló la Associação Portuguesa de Realizadores (APR) en su página oficial.

## Filmografía

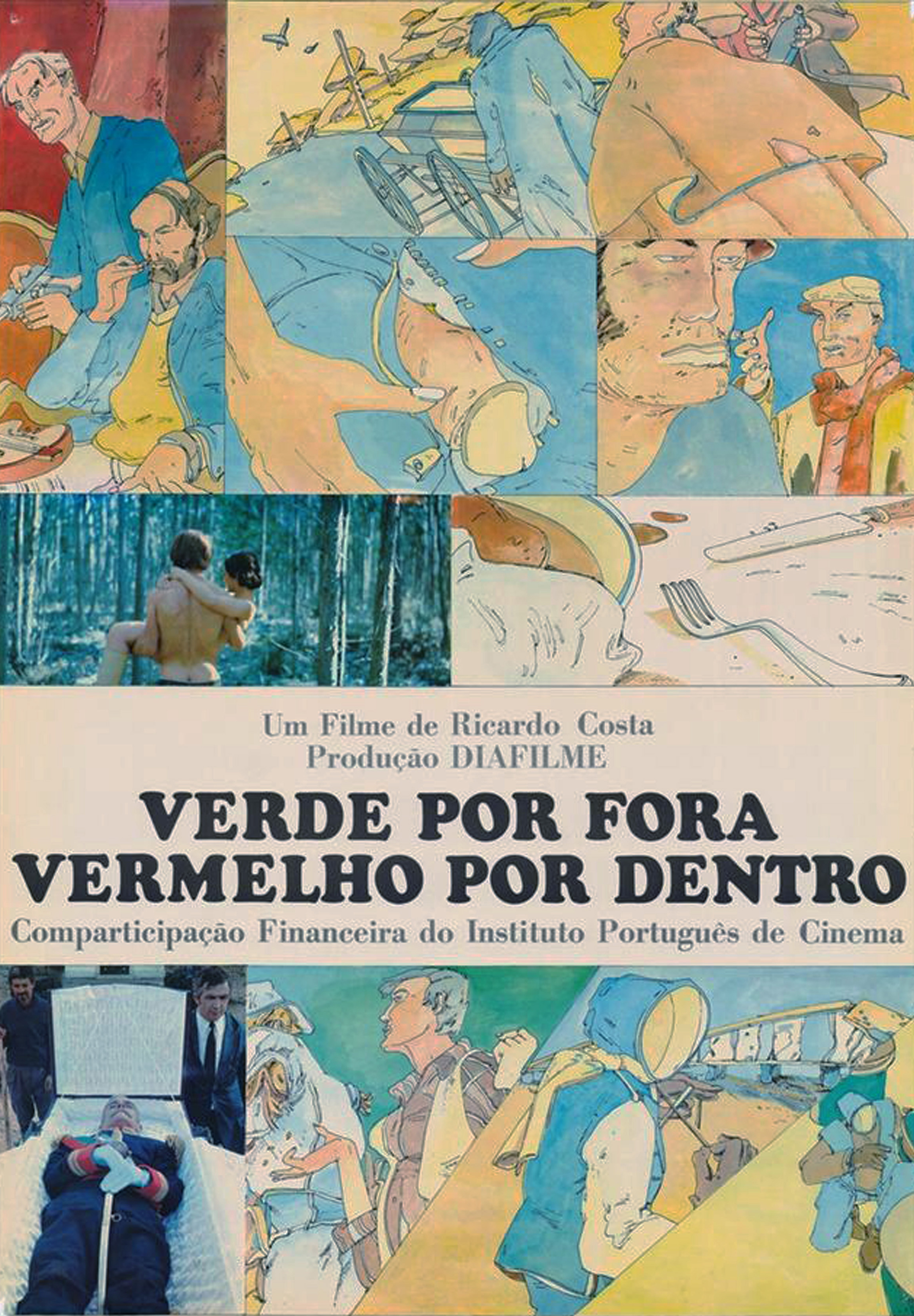

### Largometrajes
- 1975: As Armas e o Povo (Las armas de la gente) - película colectiva con imágenes de la Revolución de los Claveles
- 1975: Avieiros
- 1976: Mau Tempo, Marés e Mudança (El cambio de las mareas)
- 1979: Castro Laboreiro
- 1979: Pitões, Aldeia do Barroso (Pitões, village del Barroso)
- 1980: Verde por fora, vermelho por dentro (Verde fuera, rojo por dentro)
- 1981: O Pão e o Vinho (Pan y vino)
- 1981: Longe é a cidade (Legos és la ciudad)
- 1981: Ao Fundo desta Estrada (Al final de esta carretera)
- 1985: O Nosso Futebol (Nuestro Fútbol)
- 2003: Brumas (Nieblas)

### Cortos y otras películas
- 1974: No Fundo de Tróia (26')
- 1974: Apanhadores de Algas (28')
- 1974: Ágar-Ágar (27')
- 1975: Tresmalho (27')
- 1975: O Trol (25')
- 1975: O Arrasto (29')
- 1975: Oceanografía Biológica (28')
- 1975: Ti Zaragata e a Bateira (27')
- 1975: Pesca da Sardinha (29')
- 1975: Conchinha do Mar (26')
- 1975: Às vezes custa (27')
- 1975: A Sacada (26')
- 1976: Os Irmãos Severo e os Cem Polvos (29')
- 1976: À Flor do Mar (29')
- 1976: A Colher (29')
- 1976: O Velho e o Novo (28')
- 1976: A Falta e a Fartura (26')
- 1976: Quem só muda de Camisa (28')
- 1976: A Máquina do Dinheiro (28')
- 1976: Viver do Mar (28')
- 1976: Uma Perdiz na Gaiola (26')
- 1976: Nas Voltas do Rio (30')
- 1976: O Submarino de Vidro (28')
- 1976: Cravos de Abril (28’)
- 1977: E do Mar Nasceu (40')
- 1978: Música do Quotidiano (25')
- 1978: Abril no Minho (50’)
- 1979: A Lampreia (6’)
- 1979: A Coca (13’)
- 1979: Histórias de Baçal (13')
- 1979: Esta aldeia, Rio de Onor (13')
- 1979: O Pisão (13’)
- 1979: A Feira (7’)
- 1979: O Outro Jogo (6’)
- 1980: Joaquim da Loiça (13')
- 1980: Pastores da Serra da Estrela (8’)
- 1980: Barcos de Peniche (13’)
- 1981: O Parque Nacional de Montesinho (50’)
- 1982: Lisbon and the International Court for the Law of the Sea (para la Unesco) - (40')

### Otros géneros
- 1989 Paroles: Entrevistas com Jean Rouch. Versión larga (en francés).

- 2006 Paroles: Entrevistas con Jean Rouch. Versión de tres episodios en versión para televisión TV (en francés).

## Textos

### Artículos
- 1982 O olhar antes do cinema
- 2000 A outra face do espelho - Jean Rouch e o "outro"

### Ensayos
- 1997 Os olhos e o cinema
- 2000 Os olhos no écran
- 2002 Os olhos da ideia